# Hydrophoria
Hydrophoria (altgriechisch Ύδροφόρια) waren Feste im antiken Griechenland. Überliefert sind Begehungen für die Stadt Athen und die Insel Ägina.
Das Fest in Athen wird in der Suda unter Bezug auf Apollonios von Acharnai als Totenfeier vorgestellt, seine Entstehung wird hier wie auch im Etymologicum magnum auf die Deukalionische Flut zurückgeführt. Da der letzte Tag der Anthesteria, des Opferfestes der Chytren, ebenfalls aitiologisch auf die Deukalionische Flut zurückgeführt wird, wurde angenommen, dass die Hydrophoria entweder im Zuge der Chytren oder kurz darauf in Form eines Wasseropfers an die Toten begangen wurde. Als Datum des Festes wurde daher der 13. Anthesterion angenommen, was nach Felix Jacoby, der die Hydrophoria von den Chytren trennte, nicht der Fall gewesen sein kann. Erika Simon sieht die Darbringung eines Wasseropfers durch Darstellungen auf mehreren spätarchaischen Hydrien aus Athen bestätigt, die eine Prozession Hydrien tragender Mädchen zeigen.
Die in einem Scholion zu Pindar bezeugten Hydrophoria in Ägina werden mit dem im Monat Delphinion gefeierten Agon Amphorites (Ἀμφορίτης ἀγών) gleichgesetzt, bei denen die Agonisten mit Wasserkrügen auf den Schultern um die Wette liefen.